# Campeonato Brasileño de Fútbol 2019
El Campeonato Brasileño de Fútbol 2019, también conocido como el Brasileirão, es la principal competición a nivel de clubes más importante del país. El campeonato está organizado por la Confederación Brasileña de Fútbol (CBF), y se encuentra dividido en cuatro niveles o series: Serie A, Serie B, Serie C y Serie D.

## Serie A
Se disputó del 28 de abril y concluyó el 8 de diciembre de 2019. Los veinte equipos participantes se enfrentaron en un sistema de todos contra todos en partidos de ida y vuelta. Los cuatro primeros puestos clasificaron a la fase de grupos de la Copa Libertadores 2020. Los siguientes seis equipos clasificaron a la Copa Sudamericana 2020. Los últimos cuatro equipos quedaron relegados a la Serie B 2020.

### Participantes
| Equipo               | Ciudad         | Estado             | Estadio                 | Posición 2018 |
| -------------------- | -------------- | ------------------ | ----------------------- | ------------- |
| Atlético Mineiro     | Belo Horizonte | Minas Gerais       | Estadio Independência   | 6.º Serie A   |
| Athletico Paranaense | Curitiba       | Paraná             | Arena da Baixada        | 7.º Serie A   |
| Avaí                 | Florianópolis  | Santa Catarina     | Estadio de la Ressacada | 3.º Serie B   |
| Bahia                | Salvador       | Bahía              | Arena Fonte Nova        | 11.º Serie A  |
| Botafogo             | Río de Janeiro | Río de Janeiro     | Estadio Nilton Santos   | 9.º Serie A   |
| Ceará                | Fortaleza      | Ceará              | Estadio Castelão        | 15.º Serie A  |
| CSA                  | Maceió         | Alagoas            | Estadio Rei Pelé        | 2.º Serie B   |
| Chapecoense          | Chapecó        | Santa Catarina     | Arena Condá             | 14.º Serie A  |
| Corinthians          | São Paulo      | São Paulo          | Arena Corinthians       | 13.º Serie A  |
| Cruzeiro             | Belo Horizonte | Minas Gerais       | Estadio Mineirão        | 8.º Serie A   |
| Flamengo             | Río de Janeiro | Río de Janeiro     | Estadio Maracanã        | 2.º Serie A   |
| Fluminense           | Río de Janeiro | Río de Janeiro     | Estadio Maracanã        | 12.º Serie A  |
| Fortaleza            | Fortaleza      | Ceará              | Estadio Castelão        | 1.º Serie B   |
| Goiás                | Goiânia        | Goiás              | Estadio Serra Dourada   | 4.º Serie B   |
| Grêmio               | Porto Alegre   | Río Grande del Sur | Arena do Grêmio         | 4.º Serie A   |
| Internacional        | Porto Alegre   | Río Grande del Sur | Estadio Beira-Rio       | 3.º Serie A   |
| Palmeiras            | São Paulo      | São Paulo          | Allianz Parque          | 1.º Serie A   |
| Santos               | Santos         | São Paulo          | Estadio Vila Belmiro    | 10.º Serie A  |
| São Paulo            | São Paulo      | São Paulo          | Estadio Morumbi         | 5.º Serie A   |
| Vasco da Gama        | Río de Janeiro | Río de Janeiro     | Estadio São Januário    | 16.º Serie A  |

### Clasificación
| Pos. | Equipo               | Pts. | PJ | PG | PE | PP | GF | GC | Dif. |
| ---- | -------------------- | ---- | -- | -- | -- | -- | -- | -- | ---- |
| 1.º  | Flamengo (C)         | 90   | 38 | 28 | 6  | 4  | 86 | 37 | 49   |
| 2.º  | Santos               | 74   | 38 | 22 | 8  | 8  | 60 | 33 | 27   |
| 3.º  | Palmeiras            | 74   | 38 | 21 | 11 | 6  | 61 | 32 | 29   |
| 4.º  | Grêmio               | 65   | 38 | 19 | 8  | 11 | 64 | 39 | 25   |
| 5.º  | Athletico Paranaense | 64   | 38 | 18 | 10 | 10 | 51 | 32 | 19   |
| 6.º  | São Paulo            | 63   | 38 | 17 | 12 | 9  | 39 | 30 | 9    |
| 7.º  | Internacional        | 57   | 38 | 16 | 9  | 13 | 44 | 39 | 5    |
| 8.º  | Corinthians          | 56   | 38 | 14 | 14 | 10 | 42 | 34 | 8    |
| 9.º  | Fortaleza            | 53   | 38 | 15 | 8  | 15 | 50 | 49 | 1    |
| 10.º | Goiás                | 52   | 38 | 15 | 7  | 16 | 46 | 64 | −18  |
| 11.º | Bahia                | 49   | 38 | 12 | 13 | 13 | 44 | 43 | 1    |
| 12.º | Vasco da Gama        | 49   | 38 | 12 | 13 | 13 | 39 | 45 | −6   |
| 13.º | Atlético Mineiro     | 48   | 38 | 13 | 9  | 16 | 45 | 49 | −4   |
| 14.º | Fluminense           | 46   | 38 | 12 | 10 | 16 | 38 | 46 | −8   |
| 15.º | Botafogo             | 43   | 38 | 13 | 4  | 21 | 31 | 45 | −14  |
| 16.º | Ceará                | 39   | 38 | 10 | 9  | 19 | 36 | 41 | −5   |
| 17.º | Cruzeiro (D)         | 36   | 38 | 7  | 15 | 16 | 27 | 46 | −19  |
| 18.º | CSA (D)              | 32   | 38 | 8  | 8  | 22 | 24 | 58 | −34  |
| 19.º | Chapecoense (D)      | 32   | 38 | 7  | 11 | 20 | 31 | 52 | −21  |
| 20.º | Avaí (D)             | 20   | 38 | 3  | 11 | 24 | 18 | 62 | −44  |

|  | Campeón. Clasificó a la fase de grupos de la Copa Libertadores 2020 como campeón vigente (C). |
|  | Clasifica a la fase de grupos de la Copa Libertadores 2020.                                   |
|  | Clasifica a la fase 2 de la Copa Libertadores 2020.                                           |
|  | Clasifica a la Copa Sudamericana 2020.                                                        |
|  | Desciende a la Serie B 2020. (D)                                                              |

|                                      |
| Bandera del estado de Río de Janeiro |
| Campeón C. R. Flamengo 6.º título    |

1. ↑  Clasificado a la Copa Libertadores 2020 como campeón de la Copa Libertadores 2019.
2. ↑  Clasificado a la Copa Libertadores 2020 como campeón de la Copa de Brasil 2019.

## Serie B
Se disputó del 26 de abril al 30 de noviembre. Siguió las mismas reglas que la Serie A, en donde todos los equipos se enfrentan en partidos de ida y vuelta. Los primeros cuatro puestos clasificaron directamente a la Serie A 2020, mientras que los últimos cuatro equipos fuetin relegados a la Serie C 2020.

### Participantes
| Equipo                     | Ciudad            | Estado             | Estadio                  | Posición 2018      |
| -------------------------- | ----------------- | ------------------ | ------------------------ | ------------------ |
| América Mineiro            | Belo Horizonte    | Minas Gerais       | Estadio Independencia    | 18.º Serie A       |
| Atlético Goianiense        | Goiânia           | Goiás              | Estadio Olímpico         | 6.º Serie B        |
| Botafogo de Ribeirão Preto | Ribeirão Preto    | São Paulo          | Estadio Santa Cruz       | 3.º Serie C        |
| Bragantino                 | Bragança Paulista | São Paulo          | Estadio Nabi Abi Chedid  | 4.º Serie C        |
| Brasil de Pelotas          | Pelotas           | Río Grande del Sur | Estadio Bento Freitas    | 11.º Serie B       |
| Coritiba                   | Curitiba          | Paraná             | Estadio Couto Pereira    | 10.º Serie B       |
| CRB                        | Maceió            | Alagoas            | Estadio Rei Pelé         | 12.º Serie B       |
| Criciúma                   | Criciúma          | Santa Catarina     | Estadio Heriberto Hülse  | 14.º Serie B       |
| Cuiabá                     | Cuiabá            | Mato Grosso        | Arena Pantanal           | Subcampeón Serie C |
| Figueirense                | Florianópolis     | Santa Catarina     | Orlando Scarpelli        | 15.º Serie B       |
| Guarani                    | Campinas          | São Paulo          | Estadio Brinco de Ouro   | 9.º Serie B        |
| Londrina                   | Londrina          | Paraná             | Estadio do Café          | 8.º Serie B        |
| Oeste                      | Barueri           | São Paulo          | Arena Barueri            | 16.º Serie B       |
| Operário Ferroviário       | Ponta Grossa      | Paraná             | Estadio Germano Kruger   | Campeón Serie C    |
| Paraná                     | Curitiba          | Paraná             | Estadio da Vila Capanema | 20.º Serie A       |
| Ponte Preta                | Campinas          | São Paulo          | Estadio Moisés Lucarelli | 5.º Serie B        |
| São Bento                  | Sorocaba          | São Paulo          | Estadio Walter Ribeiro   | 13.º Serie B       |
| Sport Recife               | Recife            | Pernambuco         | Estadio Ilha do Retiro   | 17.º Serie A       |
| Vila Nova                  | Goiânia           | Goiás              | Estadio Serra Dourada    | 7.º Serie B        |
| Vitória                    | Salvador          | Bahía              | Estadio Manoel Barradas  | 19.º Serie A       |

### Clasificación
| Pos. | Equipo               | Pts. | PJ | G  | E  | P  | GF | GC | Dif. | Ascenso o descenso                               |
| ---- | -------------------- | ---- | -- | -- | -- | -- | -- | -- | ---- | ------------------------------------------------ |
| 1    | Bragantino (C)       | 75   | 38 | 22 | 9  | 7  | 64 | 27 | +37  | Asciende al Campeonato Brasileño de Serie A 2020 |
| 2    | Sport Recife         | 68   | 38 | 17 | 17 | 4  | 49 | 29 | +20  | Asciende al Campeonato Brasileño de Serie A 2020 |
| 3    | Coritiba             | 66   | 38 | 18 | 12 | 8  | 48 | 34 | +14  | Asciende al Campeonato Brasileño de Serie A 2020 |
| 4    | Atlético Goianiense  | 62   | 38 | 15 | 17 | 6  | 44 | 29 | +15  | Asciende al Campeonato Brasileño de Serie A 2020 |
| 5    | América Mineiro      | 61   | 38 | 17 | 10 | 11 | 42 | 34 | +8   |                                                  |
| 6    | Paraná Clube         | 56   | 38 | 14 | 14 | 10 | 34 | 33 | +1   |                                                  |
| 7    | CRB Alagoas          | 55   | 38 | 15 | 10 | 13 | 44 | 43 | +1   |                                                  |
| 8    | Cuiabá               | 52   | 38 | 13 | 13 | 12 | 43 | 40 | +3   |                                                  |
| 9    | Botafogo-SP          | 50   | 38 | 13 | 11 | 14 | 38 | 38 | 0    |                                                  |
| 10   | Operário Ferroviário | 50   | 38 | 13 | 11 | 14 | 32 | 41 | −9   |                                                  |
| 11   | Ponte Preta          | 47   | 38 | 11 | 14 | 13 | 41 | 39 | +2   |                                                  |
| 12   | Vitória              | 45   | 38 | 11 | 12 | 15 | 42 | 48 | −6   |                                                  |
| 13   | Guarani              | 44   | 38 | 12 | 8  | 18 | 27 | 37 | −10  |                                                  |
| 14   | Brasil de Pelotas    | 44   | 38 | 11 | 11 | 16 | 31 | 47 | −16  |                                                  |
| 15   | Oeste                | 41   | 38 | 8  | 17 | 13 | 41 | 49 | −8   |                                                  |
| 16   | Figueirense          | 41   | 38 | 7  | 20 | 11 | 31 | 38 | −7   |                                                  |
| 17   | Londrina             | 39   | 38 | 11 | 6  | 21 | 37 | 53 | −16  | Descenso al Campeonato Brasileño de Serie C 2020 |
| 18   | São Bento            | 39   | 38 | 10 | 9  | 19 | 46 | 54 | −8   | Descenso al Campeonato Brasileño de Serie C 2020 |
| 19   | Criciúma             | 39   | 38 | 8  | 15 | 15 | 30 | 38 | −8   | Descenso al Campeonato Brasileño de Serie C 2020 |
| 20   | Vila Nova            | 39   | 38 | 7  | 18 | 13 | 27 | 40 | −13  | Descenso al Campeonato Brasileño de Serie C 2020 |

 Fuente: CBF
Criterios de clasificación: 1) puntos; 2) partidos ganados; 3) gol de diferencia; 4) goles marcados; 5) resultados entre ellos.

## Serie C
La Serie C del Campeonato de fútbol de Brasil 2019 se efectuó del 27 de abril hasta el 6 de octubre del mismo año. Se jugó con 20 clubes, donde los cuatro mejores colocados ascendieron  a la Serie B y los dos últimos de cada grupo en la primera etapa descendieron a la Serie D.

### Participantes
| Equipo              | Ciudad             | Estado               | Estadio                        | Posición 2018 |
| ------------------- | ------------------ | -------------------- | ------------------------------ | ------------- |
| ABC                 | Natal              | Río Grande del Norte | Estadio Frasqueirão            | 15.º Serie C  |
| Atlético Acreano    | Rio Branco         | Acre                 | Arena da Floresta              | 6.º Serie C   |
| Boa Esporte Clube   | Varginha           | Minas Gerais         | Melão                          | 20.º Serie B  |
| Botafogo            | João Pessoa        | Paraíba              | Almeidão                       | 8.º Serie C   |
| Confiança           | Aracaju            | Sergipe              | Batistão                       | 10.º Serie C  |
| Ferroviário         | Fortaleza          | Ceará                | Estadio Elzir Cabral           | 1.º Serie D   |
| Globo               | Ceará-Mirim        | Río Grande del Norte | Barretão                       | 14.º Serie C  |
| Imperatriz          | Imperatriz         | Maranhão             | Estadio Frei Epifânio D'Abadia | 4.º Serie D   |
| Juventude           | Caxias do Sul      | Río Grande del Sur   | Estadio Alfredo Jaconi         | 19.º Serie B  |
| Luverdense          | Lucas do Rio Verde | Mato Grosso          | Estadio Passo das Emas         | 9.º Serie C   |
| Náutico             | Recife             | Pernambuco           | Arena Pernambuco               | 5.º Serie C   |
| Paysandu            | Belém              | Pará                 | Curuzu                         | 17.º Serie B  |
| Remo                | Belém              | Pará                 | Estadio Evandro Almeida        | 13.º Serie C  |
| Sampaio Corrêa      | São Luís           | Maranhão             | Castelão                       | 18.º Serie B  |
| Santa Cruz          | Recife             | Pernambuco           | Estadio de Arruda              | 7.º Serie C   |
| São José            | Porto Alegre       | Río Grande del Sur   | Estadio Passo d'Areia          | 3.º Serie D   |
| Tombense FC         | Tombos             | Minas Gerais         | Almeidão                       | 11.º Serie C  |
| Treze               | Campina Grande     | Paraíba              | Estadio Presidente Vargas      | 2.º Serie D   |
| Volta Redonda       | Volta Redonda      | Río de Janeiro       | Estadio Raulino de Oliveira    | 16.º Serie C  |
| Ypiranga de Erechim | Erechim            | Río Grande del Sur   | Estadio Colosso da Lagoa       | 12.º Serie C  |

### Clasificación
| Pos. | Equipo              | Pts. | PJ | G  | E  | P  | GF | GC | Dif. | Clasificación o descenso                          |
| ---- | ------------------- | ---- | -- | -- | -- | -- | -- | -- | ---- | ------------------------------------------------- |
| 1    | Náutico (C)         | 42   | 24 | 12 | 6  | 6  | 34 | 26 | +8   | Ascienden al Campeonato Brasileño de Serie B 2020 |
| 2    | Sampaio Corrêa      | 42   | 24 | 12 | 6  | 6  | 31 | 26 | +5   | Ascienden al Campeonato Brasileño de Serie B 2020 |
| 3    | Juventude           | 35   | 22 | 9  | 8  | 5  | 27 | 17 | +10  | Ascienden al Campeonato Brasileño de Serie B 2020 |
| 4    | Confiança           | 30   | 22 | 8  | 6  | 8  | 24 | 26 | −2   | Ascienden al Campeonato Brasileño de Serie B 2020 |
| 5    | Paysandu            | 30   | 20 | 6  | 12 | 2  | 20 | 13 | +7   |                                                   |
| 6    | São José            | 29   | 20 | 6  | 11 | 3  | 27 | 20 | +7   |                                                   |
| 7    | Ypiranga de Erechim | 29   | 20 | 7  | 8  | 5  | 19 | 12 | +7   |                                                   |
| 8    | Imperatriz          | 29   | 20 | 8  | 5  | 7  | 27 | 26 | +1   |                                                   |
| 9    | Remo                | 27   | 18 | 6  | 9  | 3  | 19 | 14 | +5   |                                                   |
| 10   | Botafogo-PB         | 25   | 18 | 6  | 7  | 5  | 26 | 22 | +4   |                                                   |
| 11   | Volta Redonda       | 25   | 18 | 6  | 7  | 5  | 22 | 19 | +3   |                                                   |
| 12   | Ferroviário         | 25   | 18 | 7  | 4  | 7  | 21 | 20 | +1   |                                                   |
| 13   | Santa Cruz          | 25   | 18 | 6  | 7  | 5  | 24 | 27 | −3   |                                                   |
| 14   | Tombense            | 23   | 18 | 6  | 5  | 7  | 17 | 20 | −3   |                                                   |
| 15   | Boa Esporte         | 20   | 18 | 4  | 8  | 6  | 16 | 19 | −3   |                                                   |
| 16   | Treze               | 19   | 18 | 5  | 4  | 9  | 22 | 27 | −5   |                                                   |
| 17   | ABC Natal           | 18   | 18 | 4  | 6  | 8  | 19 | 22 | −3   | Descenso al Campeonato Brasileño de Serie D 2020  |
| 18   | Globo               | 16   | 18 | 4  | 4  | 10 | 19 | 27 | −8   | Descenso al Campeonato Brasileño de Serie D 2020  |
| 19   | Luverdense          | 13   | 18 | 1  | 10 | 7  | 13 | 19 | −6   | Descenso al Campeonato Brasileño de Serie D 2020  |
| 20   | Atlético Acreano    | 11   | 18 | 2  | 5  | 11 | 12 | 37 | −25  | Descenso al Campeonato Brasileño de Serie D 2020  |

 Fuente: CBF

## Serie D
La Serie D del Campeonato Brasileño de Fútbol de 2019, se efectuó del 4 de mayo al 18 de agosto de 2019. Fue la undécima edición de la competición de fútbol profesional equivalente a la cuarta división en Brasil. Esta edición fue disputada por 68 equipos, que se clasificaron a través de los campeonatos estatales y por otros torneos realizados a cargo de cada una de las federaciones estatales.

### Participantes
| Equipo                | Ciudad                 | Estado               | Estadio                            | Posición 2018                                     |
| --------------------- | ---------------------- | -------------------- | ---------------------------------- | ------------------------------------------------- |
| Altos                 | Altos                  | Piauí                | Estadio Felipão                    | Campeón del Campeonato Piauiense 2018             |
| América Pernambuco    | Recife                 | Pernambuco           | Estadio Ademir Cunha               | Clasificado del Campeonato Pernambucano 2018      |
| América RN            | Natal                  | Río Grande del Norte | Arena das Dunas                    | Subcampeón del Campeonato Potiguar 2018           |
| Anapolina             | Anápolis               | Goiás                | Estadio Jonas Duarte               | Clasificado del Campeonato Goiano 2018            |
| Aparecidense          | Aparecida de Goiânia   | Goiás                | Estadio Annibal Batista de Toledo  | Clasificado del Campeonato Goiano 2018            |
| ASA                   | Arapiraca              | Alagoas              | Estadio Fumeirão                   | Clasificado del Campeonato Alagoano 2018          |
| Atlético Cearense     | Fortaleza              | Ceará                | Estadio Presidente Vargas          | Clasificado del Campeonato Cearense 2018          |
| Atlético Roraima      | Boa Vista              | Roraima              | Estadio Ribeirão                   | Subcampeón del Campeonato Roraimense 2018         |
| Avenida               | Santa Cruz do Sul      | Río Grande del Sur   | Estádio dos Eucaliptos             | Clasificado del Campeonato Gaúcho 2018            |
| Bahia de Feira        | Feira de Santana       | Bahía                | Arena Cajueiro                     | Clasificado del Campeonato Baiano 2018            |
| Barcelona de Rondônia | Vilhena                | Rondonia             | Estadio Portal da Amazônia         | Subcampeón del Campeonato Rondoniense 2018        |
| Boavista Sport Club   | Saquarema              | Río de Janeiro       | Estadio Elcyrzão                   | Clasificado del Campeonato Carioca 2018           |
| Bragantino            | Bragança               | Pará                 | Estadio Diogão                     | Clasificado del Campeonato Paraense 2018          |
| Brasiliense           | Taguatinga             | Distrito Federal     | Estadio Boca do Jacaré             | Subcampeón del Campeonato Brasiliense 2018        |
| Brusque               | Brusque                | Santa Catarina       | Estadio Augusto Bauer              | Clasificado del Campeonato Catarinense 2018       |
| Caldense              | Poços de Caldas        | Minas Gerais         | Estadio Ronaldão                   | Clasificado del Campeonato Mineiro 2018           |
| Campinense            | Campina Grande         | Paraíba              | Estadio Renatão                    | Clasificado del Campeonato Paraibano 2018         |
| Caxias                | Caxias do Sul          | Río Grande del Sur   | Estadio Centenário                 | Clasificado del Campeonato Gaúcho 2018            |
| Central               | Caruaru                | Pernambuco           | Estadio Lacerdão                   | Clasificado del Campeonato Pernambucano 2018      |
| Cianorte              | Cianorte               | Paraná               | Estadio Albino Turbay              | Clasificado del Campeonato Paranaense 2018        |
| Corumbaense           | Corumbá                | Mato Grosso del Sur  | Estadio Arthur Marinho             | Subcampeón del Campeonato Sul-Matogrossense 2018  |
| Coruripe              | Coruripe               | Alagoas              | Estadio Gerson Amaral              | Clasificado del Campeonato Alagoano 2018          |
| Fast Clube            | Manaus                 | Amazonas             | Arena da Amazônia                  | Subcampeón del Campeonato Amazonense 2018         |
| Ferroviária           | Araraquara             | São Paulo            | Estadio Fonte Luminosa             | Subcampeón de la Copa Paulista 2018               |
| Floresta              | Fortaleza              | Ceará                | Estadio Presidente Vargas          | Clasificado del Campeonato Cearense 2018          |
| Fluminense            | Feira de Santana       | Bahía                | Estadio Joia da Princesa           | Clasificado del Campeonato Baiano 2018            |
| Foz do Iguaçu         | Foz do Iguaçu          | Paraná               | Estádio do ABC                     | Clasificado del Campeonato Paranaense 2018        |
| Galvez                | Rio Branco             | Acre                 | Arena da Floresta                  | Subcampeón del Campeonato Acreano 2018            |
| Gaúcho                | Passo Fundo            | Río Grande del Sur   | Estadio Wolmar Salton              | Subcampeón de la Copa FGF de 2018                 |
| Hercílio Luz          | Tubarão                | Santa Catarina       | Estadio Aníbal Torres Costa        | Clasificado del Campeonato Catarinense 2018       |
| Interporto            | Porto Nacional         | Tocantins            | Estadio General Sampaio            | Clasificado del Campeonato Tocantinense 2018      |
| Iporá                 | Iporá                  | Goiás                | Ferreirão                          | Clasificado del Campeonato Goiano 2018            |
| Itabaiana             | Itabaiana              | Sergipe SE           | Estadio Etelvino Mendonça          | Clasificado del Campeonato Sergipano 2018         |
| Itaboraí              | Itaboraí               | Río de Janeiro       | Alzirão                            | Subcampeón de la Copa Rio 2018                    |
| Ituano                | Itu                    | São Paulo            | Estadio Novelli Júnior             | Clasificado del Campeonato Paulista 2018          |
| Jacuipense            | Riachão do Jacuípe     | Bahía                | Estadio Valfredão                  | Clasificado del Campeonato Baiano 2018            |
| Joinville             | Joinville              | Santa Catarina       | Arena Joinville                    | Descendido de la Serie C de 2018                  |
| Juazeirense           | Juazeiro               | Bahía                | Estadio Adauto Moraes              | Descendido de la Serie C de 2018                  |
| Manaus                | Manaus                 | Amazonas             | Arena da Amazônia                  | Campeón del Campeonato Amazonense 2018            |
| Maranhão              | São Luís               | Maranhão             | Estadio Castelão                   | Campeón de la Copa FMF 2018                       |
| Maringá               | Maringá                | Paraná               | Estadio Willie Davids              | Clasificado del Campeonato Paranaense 2018        |
| Moto Club             | São Luís               | Maranhão             | Estadio Castelão                   | Clasificado del Campeonato Maranhense 2018        |
| Grêmio Novorizontino  | Novo Horizonte         | São Paulo SP         | Estadio Jorjão                     | Clasificado del Campeonato Paulista 2018          |
| Operário-MS           | Campo Grande           | Mato Grosso del Sur  | Estadio Morenão                    | Campeón del Campeonato Sul-Matogrossense 2018     |
| Palmas FR             | Palmas                 | Tocantins            | Estadio Nilton Santos              | Campeón del Campeonato Tocantinense 2018          |
| Patrocinense          | Patrocínio             | Minas Gerais         | Estadio Pedro Alves do Nascimento  | Clasificado del Campeonato Mineiro 2018           |
| Portuguesa            | Río de Janeiro         | Río de Janeiro       | Estadio Luso Brasileiro            | Clasificado del Campeonato Carioca 2018           |
| Real Ariquemes        | Ariquemes              | Rondonia             | Estadio Valerião                   | Campeón del Campeonato Rondoniense 2018           |
| Rio Branco            | Rio Branco             | Acre                 | Arena da Floresta                  | Campeón del Campeonato Acreano 2018               |
| River                 | Teresina               | Piauí                | Estadio Albertão                   | Clasificado del Campeonato Piauiense 2018         |
| Salgueiro             | Salgueiro              | Pernambuco           | Estadio Cornélio de Barros         | Descendido de la Serie C de 2018                  |
| Santa Cruz de Natal   | Natal                  | Río Grande del Norte | Arena das Dunas                    | Clasificado del Campeonato Potiguar 2018          |
| Santos-AP             | Macapá                 | Amapá                | Estadio Zerão                      | Subcampeón del Campeonato Amapaense 2018          |
| São Caetano           | São Caetano do Sul     | São Paulo            | Estadio Anacleto Campanella        | Clasificado del Campeonato Paulista 2018          |
| São Raimundo-PA       | Santarém               | Pará                 | Estadio Colosso do Tapajós         | Clasificado del Campeonato Paraense 2018          |
| São Raimundo-RR       | Boa Vista              | Roraima              | Estadio Ribeirão                   | Campeón del Campeonato Roraimense 2018            |
| Sergipe               | Aracaju                | Sergipe              | Estadio Batistão                   | Clasificado del Campeonato Sergipano 2018         |
| Serra                 | Serra                  | Espírito Santo       | Estadio Robertão                   | Campeón del Campeonato Capixaba 2018              |
| Serrano-PB            | Campina Grande         | Paraíba              | Estadio Amigão                     | Clasificado del Campeonato Paraibano 2018         |
| Sinop                 | Sinop                  | Mato Grosso          | Estadio Gigante do Norte           | Clasificado del Campeonato Sul-Matogrossense 2018 |
| Sobradinho            | Sobradinho             | Distrito Federal     | Estadio Augustinho Lima            | Campeón del Campeonato Brasiliense 2018           |
| Tubarão               | Tubarão                | Santa Catarina       | Estadio Domingos Silveira Gonzales | Clasificado del Campeonato Catarinense 2018       |
| Tupi                  | Juiz de Fora           | Minas Gerais         | Estadio Mario Helênio              | Descendido de la Serie C de 2018                  |
| União de Rondonópolis | Rondonópolis           | Mato Grosso          | Estadio Luthero Lopes              | Clasificado del Campeonato Sul-Matogrossense 2018 |
| URT                   | Patos de Minas         | Minas Gerais         | Estadio Zama Maciel                | Clasificado del Campeonato Mineiro 2018           |
| Vitória das Tabocas   | Vitória de Santo Antão | Pernambuco           | Estadio Carneirão                  | Clasificado del Campeonato Pernambucano 2018      |
| Vitória               | Vitória                | Espírito Santo       | Estadio Salvador Costa             | Campeón de la Copa Espírito Santo de 2018         |
| Ypiranga              | Macapá                 | Amapá                | Estadio Zerão                      | Campeón del Campeonato Amapaense 2018             |

1. ↑  En septiembre de 2018, el Athletic Club Uniclinic pasó a llamarse Futebol Clube Atlético Cearense.[2]
2. ↑  El subcampeón estatal de 2018, Gurupi EC, renunció a su puesto por problemas financieros. El Interporto FC que quedó tercero ocupó su lugar.[3][4]